# Listeria monocytogenes
Listeria monocytogenes são bacilos pequenos, anaeróbios facultativos e Gram positivos, que podem aparecer isolado ou agrupados em pares ou cadeias curtas. É uma espécie de bactéria capaz de provocar doenças em seres humanos, como meningite.

## Epidemiologia
A espécie foi isolada de diversas fontes ambientais, bem como de fezes de mamíferos, aves, peixes e insetos. Estima-se que até 5% das pessoas normais sejam portadoras desta bactéria nas fezes. No entanto, as principais fontes do microorganismo provavelmente são o solo e a matéria vegetal em decomposição.
Nos Estados Unidos, cerca de 2 500 infecções ocorrem anualmente, no entanto este número pode ser muito maior, já que algumas infecções leves sequer são relatadas. A listeriose humana tem picos de incidência nos meses mais quentes do ano. Vários casos epidêmicos foram associados ao consumo de alimentos contaminados, tais como leite, requeijão, carne e derivados (como frios fatiados e salsichas de peru).

## Ocorrências
A listeria causa uma infecção chamada listeriose, que tem alto índice de mortalidade.
A listéria (Listeria monocytogenes) é uma bactéria móvel, resistente ao congelamento e outras condições adversas, sobrevive por longos períodos em indústrias processadoras de alimentos e áreas manipuladoras de alimentos e está amplamente distribuída na natureza. A maior incidência de listéria está associada aos surtos de doenças transmitidas por alimentos.
A Listeria monocytogenes sobrevive no homem, que pode ser contaminado através do solo, estrume, carrapatos, geladeiras, vegetação, frutas, legumes, água (rios, lagos, mar, etc), mamíferos, aves domésticas e silvestres, peixes, crustáceos, moluscos, rãs, esgotos tratados ou não e fábricas processadoras de carnes, leites e derivados.
A listeriose é a causa de 38% dos óbitos nos EUA relacionados a doenças de origem alimentar (Mead et al., 1999). Segundo dados do CDC (Center for Disease Control and Prevention), órgão do governo norte-americano ligado ao HHS (Department of Health and Human Services), cerca de 2,5 mil casos de listeriose são registrados anualmente nos EUA, sendo que 90% deles levam a hospitalizações e 20% deles levam a óbitos.
Os mais suscetíveis à listeriose são crianças, mulheres grávidas e o feto, indivíduos imuno-deficientes e idosos. Os principais sintomas são semelhantes à gripe, além de febre e diarréia. Mas ela ainda pode causar septicemia, meningite, encefalite e infecções cervicais e intra-uterinas em mulheres grávidas, levando ao aborto espontâneo. Calcula-se que de 5% a 10% da população seja portadora de Listeria monocytogenes.
O ano de 1998 registrou um grande surto de listeriose nos EUA. Depois disso, tanto o país quanto a UE instituíram a tolerância zero à bactéria em produtos industrializados. A listéria é apenas a quarta principal causa de infecções alimentares nos EUA (depois da Campylobacter, Salmonella e E. coli), porém, sua taxa de mortalidade é a mais alta. No Brasil e em outros países em desenvolvimento não há estatísticas oficiais de casos de listeriose, pois sua notificação não é obrigatória. No Brasil, além da legislação que exige o controle de listéria em  queijos de alta umidade, como ricota, meia cura e minas, existe também a instrução normativa número 9 de 08/04/2009 do Ministério da Agricultura Pecuária e Abastecimento - MAPA, que institui procedimentos para controle da L. Monocytogenes em produtos de origem animal prontos para consumo. O Programa de Redução de Patógenos da Anvisa contempla atualmente apenas o controle da Salmonella. No caso de relatos de infecções alimentares, o único que se obriga de médicos e hospitais é com relação àquelas provocadas pela bactéria Clostridium botulinum, que causa o botulismo. 
Existem dados nacionais que comprovam a ocorrência de Listeria monocytogenes em alguns alimentos:
| Produtos (quantidade de amostras)        | Listéria m % | Fonte                    |
| Lingüiça mista frescal (5)               | 10           | Von Laer et al., 2005    |
| Nuggets de frango (25)                   | 100          | Rodrigues et al., 2002   |
| Mortadela fatiada emb. a vácuo (45)      | 100          | Bersot et al., 2001      |
| Salmão in natura (25)                    | 48           | Silvestre e Destro, 1999 |
| Salsicha granel (40)                     | 30           | Aragon et al., 2005      |
| Queijo coalho (84)                       | 19           | Branco et al., 2003      |
| Camarão (178)                            | 18           | Destro et al., 1994      |
| Salmão Gravilax: resfriado (25)          | 15           | Kinoshita et al., 2000   |
| Salmão Gravilax: congelado (25)          | 35           | Kinoshita et al., 2000   |
| Salame fatiado emb. à vácuo (45)         | 6,7          | Sakate et al., 2003      |
| Presunto fatiado (40)                    | 50           | Sakate et al., 2003      |
| Carne moída (40)                         | 67,5         | Aragon et al., 2005      |
| Salada hortaliças mín. processadas (181) | 0,6          | Froder et al             |

É possível eliminar 100% de listéria, desde que se tenham instalações adequadas aos processos de higiene e que procedimentos como desinfecção, higienização, boas práticas de fabricação, manter o refrigerador limpo, evitar produtos fora do prazo de validade, aquecer sobras a temperaturas elevadas, etc, sejam seguidos.
Dados mundiais sobre infecções alimentares provocadas pelo consumo de alimentos contaminados por microrganismos patogênicos, produtos químicos e outros indicam: 
- 1,5 bilhões de casos de toxi-infecções alimentares por ano;
- 75 milhões de casos, 325 mil hospitalizações e cinco mil mortes/ano nos EUA (uma em cada 10 casos registrados);
- 15 casos/pessoa durante a vida;
- US$ 1 a 10 bilhões/ano são gastos com estes casos;
- Uma das causas mais comuns de mortalidade em países em desenvolvimento.

## Estudos relacionados ao Brasil
Em 2003, Schwab & Edelweiss confirmaram a presença da listéria em 33% das placentas que apresentavam alterações anatomopatológicas, índices também encontrados por outros autores no Brasil e no mundo. A literatura médica também afirma que em casos de diagnóstico precoce e emprego de antibioticoterapia, há a melhora clínica e laboratorial dos portadores da doença.
Algumas dificuldades no controle e no estudo da listeriose no Brasil, bem como na intervenção em situações de emergência, incluem: a recuperação de organismos envolvidos nos surtos, a falta de notificação e a demora na realização de análises clínicas convencionais, que já são suficientes para a detecção da bactéria.
Essas características, associadas ao fato de que a bactéria apresenta alta virulência a partir de baixa dose infectante, dificultam o controle e prevenção da listeriose. Esses fatores somados colocam a doença na condição de relevância para a saúde pública, nas esferas das vigilâncias sanitária e epidemiológica, envolvendo a investigação de surtos, o desenvolvimento de novas técnicas de garantia da qualidade e inocuidade de alimentos, consolidação do comércio exterior de alimentos, entre outros.
Durante três décadas, um estudo do Instituto Oswaldo Cruz (IOC) analisou a ocorrência de Listeria monocytogenes, bactéria causadora da listeriose, em várias fontes de infecção e vias de transmissão provenientes de diversas regiões do país. O resultado revela um panorama da doença bacteriana de origem alimentar que por muito tempo permaneceu pouco estudada.
Foram analisadas 266 amostras de material clínico humano, coletadas entre 1969 e 2000 em Pernambuco, Bahia, Goiás, Distrito Federal, Minas Gerais, São Paulo, Rio de
Janeiro, Paraná e Rio Grande do Sul. Estas amostras tinham diagnóstico presuntivo para a presença de Listeria, agente da listeriose humana e animal. Em 245 amostras
foram confirmadas a presença Listeria monocytogenes, predominando os isolamentos em indivíduos com meningite purulenta e, em segundo plano, pacientes com septicemia (presença na corrente circulatória). O estudo foi publicado em artigo na Revista da Sociedade Brasileira de Medicina Tropical, na edição de janeiro/fevereiro de 2006.
Na distribuição geográfica dos isolados, houve uma predominância de Listeria monocytogenes nas regiões sudeste e sul do país (87,8%), embora tenha sido também detectada em estados do centro-oeste e nordeste (10,9%). 
Para alguns autores, a listeriose compromete mais as populações de regiões industrializadas. Mesmo em regiões desenvolvidas, existe uma diferença da incidência de listeriose nas classes sociais: aquelas mais elevadas foram as mais comprometidas. Em grande parte, isso se deve ao consumo de alimentos prontos, cujos ingredientes por vezes são estocados à temperatura de refrigeração, que favorece a multiplicação da Listeria.